# لامبتون (كيبك)
لامبتون (بالإنجليزية: Lambton, Quebec)‏ هي بلدية محلية في كيبيك تقع في كندا في Le Granit Regional County Municipality. يقدر عدد سكانها بـ 1,584 نسمة ومساحتها 124.70 كم2 .